# ریوهی آرای
ریوهی آرای (به ژاپنی: 荒井良平 Arai Ryōhei) (۲۲ اکتبر ۱۹۰۱ – ۲۲ اکتبر ۱۹۸۰) یک کارگردان فیلم ژاپنی بود. او فیلم‌هایی را از دهه ۱۹۳۰ تا دهه ۱۹۵۰، به خصوص جیدایگکی و سینمای ارواح بر اساس کایدان (داستان ترسناک ژاپنی) کارگردانی کرده است. از فیلم‌های او می‌توان به آکو گیشی (۱۹۵۴) اشاره کرد.